# Очанка шорсткувата
Очанка шорсткувата (Euphrasia hirtella) — вид квіткових рослин родини глухокропивових (Lamiaceae).

## Біоморфологічна характеристика
Це напівпаразитичний однорічник. Рослина заввишки 3–50 см, світло-зелена але як виняток злегка пурпурна, запушена залозистими волосками. Стебла прямовисні, жорсткі, зазвичай тонкі, прості, рідко верхівково розгалужені. Нижні листки клиноподібно-яйцюваті, тупі, з нечисленними тупими зубцями, верхні стеблові листки вузькі або широко-яйцюваті майже округлі, з 3–6 зубцями з кожного боку. Колоски з кількома або численними квітками. Чашечка 3–5 мм, волосисто-залозиста; частки від ланцетних до шилуватих, майже рівні трубці. Віночок завдовжки 4–6(10) мм, білуватий або переважно з блідо-фіолетовою верхньою губою, з темно-фіолетовими смужками та жовтою плямою на нижній губі. Коробочка 4–6 мм, яйцеподібна, виїмчаста на верхівці, запушена. 2n = 22.

## Поширення
Росте у Євразії від Португалії до Кореї.
В Україні вид росте на луках, лісових галявинах та в лісах — на Поліссі та Лісостепу, рідко.